# Bohumil Trnka
Bohumil Trnka, född 3 juni 1895 i Kletečná, död 14 februari 1984 i Prag, var en tjeckisk lingvist och litteraturvetare. Han var en av grundarna av Pragskolan. Trnka intresserade sig särskilt för diakronisk fonologi. Han avlade examen vid Karlsuniversitetet år 1919 och utnämndes år 1930 till professor vid detta lärosäte.